# فارستن‌زوگ

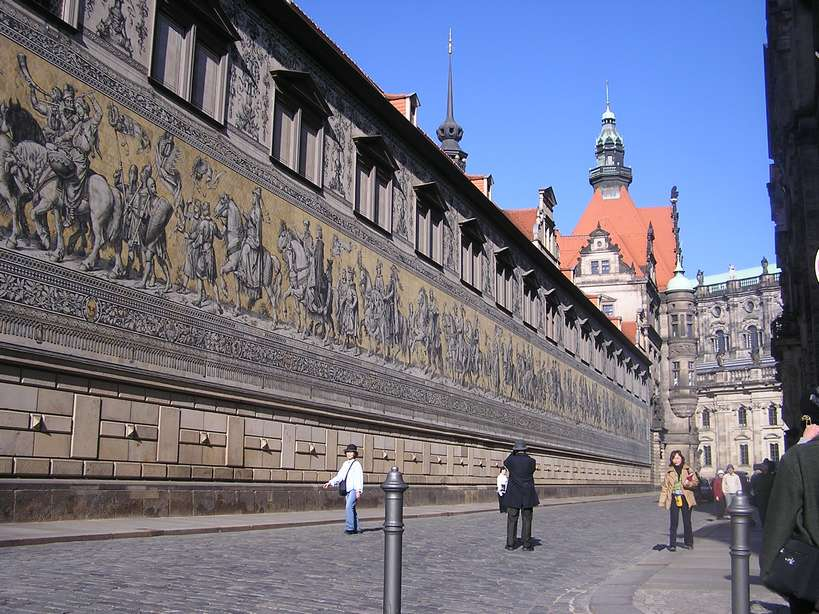
فارستن‌زوگ

فارستن‌زوگ (انگلیسی: Fürstenzug) یا صفوف شاهزادگان در شهر درسدن آلمان، یک نقاشی نصب شده بزرگ از صفوف حاکمان ساکسونی است. این نقاشی اولین بار بین سالهای ۱۸۷۱ و ۱۸۷۶ به مناسبت جشن هشتصدمین سالگرد سلسله وتین، خانواده حاکم ایالت ساکسونی، نقاشی شد. صفوف شاهزادگان، به منظور آببندی کردن، در سال ۱۹۰۴ تا ۱۹۰۷ با حدود ۲۳۰۰۰ کاشی چینی جایگزین شد. این تابلو بعنوان بزرگترین آثار هنری پرسلن جهان با طول ۱۰۲ متر (۳۳۵ فوت) شناخته شده‌است.
این نقاشی دیواری پرتره اجدادی امرای انتخابگر، دوکها و پادشاهان وتین را بین سالهای ۱۱۲۷ تا ۱۹۰۴ به نمایش گذاشته‌است.
فارستن‌زوگ بر دیوار بیرونی استالهوف در قلعه درسدن قرار دارد.